# Patrekur Jóhannesson
Patrekur Jóhannesson (født 7. juli 1972) er en tidligere islandsk håndboldspiller og nuværende håndboldtræner, der har været landstræner for det østrigske herrelandshold siden 2011.
Han spillede på det islandske landshold fra 1992 til 2006, hvor han nåede 243 kampe og scorede 589 mål. I sin aktive karriere spillede han for Stjarnan og Akureyri i hjemlandet. Efterfølgende spillede han for TUSEM Essen i Tyskland, Bidasoa Irun i Spanien og for det tyske hold GWD Minden. Han blev kåret til årets spiller i Island i 1995/96. Efter at have indstillet sin aktive karriere i 2005 blev han assistenttræner i sin tidligere klub Stjarnan frem til 2008, hvorefter han blev cheftræner samme sted. I 2010 blev træner i den tyske klub TVE Emsdetten. Han har desuden vundet den islandske pokalturnering fire gange.

## Famile
Patrekur er søn af læreren og journalisten Margrét Thorlacius og idrætslæreren og håndboldtræneren Jóhannes Sæmundsson. Hans far døde af kræft, da han var 42 år. Han har to brødre; historikeren Guðni Th. Jóhannesson, der vandt det islandske præsidentvalg i 2016 og tiltræder som landets præsident 1. august 2016, og Jóhannes, der er systemanalytiker.